# Conseil canadien des normes
Ne doit pas être confondu avec Conseil canadien des normes de la radiotélévision.
Le Conseil canadien des normes (CCN ; en anglais : Standards Council of Canada, SCC) est une société de la Couronne dont le siège se trouve à Ottawa (Ontario). Il s'agit du comité canadien membre de l'Organisation internationale de normalisation (ISO).

## Histoire
En 1964, le gouvernement fédéral canadien lance des études en vue d'améliorer ses activités de normalisation. En 1970, le conseil canadien des normes (CCN) est créé (Loi sur le Conseil canadien des normes). En 1972, le CCN rejoint l'Organisation internationale de normalisation. L'année suivante (1973), il publie son premier carnet d'information.
En décembre 2018, le CCN attribue la certification ISO 45001 pour la première fois au Canada.

## Activités
Le Conseil canadien des normes propose une charte de standardisation des tailles morphologiques qu'elle recalibre tous les dix ans sur la base d'études réitératives.
Le CNN participe activement aux opérations de consultation aux Territoires du Nord-Ouest où le développement urbain est mis en péril par le dégel saisonnier du pergélisol.

### Pages liées
- Liste des membres de l'Organisation internationale de normalisation
- Conseil canadien des normes de la radiotélévision